# Naturismo
El naturismo es la doctrina que preconiza el empleo de los agentes naturales para la conservación de la salud y el tratamiento de las enfermedades.
El Diccionario panhispánico de dudas, editado por la Real Academia Española, declara lo siguiente sobre la palabra «naturismo»:  

"naturismo.  ‘Doctrina que preconiza la vuelta a la naturaleza y la utilización de sustancias naturales para la prevención y curación de enfermedades’: ‘Cursos sobre acupuntura, sofrología, homeopatía y naturismo’ (Vanguardia [Esp.] 30.1.95).  No debe confundirse con naturalismo (‘sistema filosófico’ y ‘corriente literaria y artística del siglo xix’; - naturalismo).  Debe evitarse el uso de naturismo como sinónimo de nudismo (‘práctica de desnudarse en público’; - nudismo), calco censurable del inglés naturism."
 Real Academia Española. Diccionario panhispánico de dudas.

La expresión "naturismo" ha sido tradicionalmente usada en este sentido por los "médicos naturistas" durante el último siglo. Por ejemplo, el doctor Jaime Scolnik, un médico naturista argentino, graduado como médico en 1933 en la Universidad Nacional de Córdoba, República Argentina, en una entrevista radial de 1990, en Radio Nacional de Argentina, da testimonio de que en cincuenta años de ejercicio de la medicina no recetó jamás un fármaco, y atendió pacientes de toda Argentina y países vecinos. En la entrevista, da un completo panorama del "naturismo". El doctor Scolnik, pionero del naturismo, usaba textualmente el término "naturismo".  En el mismo sentido, la Ley Nro. 774 de octubre de 2011 promulgada en enero del 2012 de Nicaragua, de Medicina Natural, Terapias Complementarias y Productos Naturales, cuando menciona textualmente los «establecimientos naturistas», en su artículo 12.  

## El movimiento naturista
El naturismo es un movimiento diverso basado en el respeto a aquello que es considerado más natural. Este estilo de vida puede incluir el ecologismo, la promoción de la agroecología, la permacultura, el vegetarianismo, el veganismo, el crudiveganismo, el crudivorismo, el frutarianismo, el descalcismo, algunas veces, no siempre, el nudismo, etcétera. También existe una especialidad médica llamada medicina naturista, que es aquella que trata de mantener la salud o de restablecerla con medios naturales, sin tener que recurrir a los remedios de origen artificial. Históricamente, estuvo  incluso vinculado al anarquismo, desde una perspectiva revolucionaria y emancipadora.

### El naturismo y el nudismo
En español, el movimiento nudista suele autodenominarse con la expresión "naturista". El Diccionario de la lengua española, editado por la Real Academia Española, define el nudismo en su vigésima segunda edición como sigue:

"(Del lat. nūdus, desnudo, e -ismo).  1. m. Actitud o práctica de quienes sostienen que la desnudez completa es conveniente para un perfecto equilibrio físico e incluso moral.  2. m. Doctrina o teoría que lo propugna."
 Real Academia Española. Diccionario de la lengua española.

El Diccionario panhispánico de dudas, editado por la Real Academia Española, declara lo siguiente sobre la palabra "naturismo":  

"naturismo.  ‘Doctrina que preconiza la vuelta a la naturaleza y la utilización de sustancias naturales para la prevención y curación de enfermedades’: ‘Cursos sobre acupuntura, sofrología, homeopatía y naturismo’ (Vanguardia [Esp.] 30.1.95).  No debe confundirse con naturalismo (‘sistema filosófico’ y ‘corriente literaria y artística del siglo xix’; - naturalismo).  Debe evitarse el uso de naturismo como sinónimo de nudismo (‘práctica de desnudarse en público’; - nudismo), calco censurable del inglés naturism."
 Real Academia Española. Diccionario panhispánico de dudas.

En tal sentido, la definición para naturismo de la Federación Naturista Internacional, traducida al español por la Federación Española de Naturismo, es la siguiente: El naturismo es una forma de vivir en armonía con la naturaleza, caracterizada por la práctica del desnudo en común, con la finalidad de favorecer el respeto a uno mismo, a los demás y al medio ambiente. La práctica del nudismo es una forma de vida, recreativa, cultural y educacional, promoviendo el contacto con la naturaleza y bajo una vida comunitaria, libre, sin discriminaciones religiosas o sexuales. Defienden la posibilidad de practicar el nudismo en espacios públicos y en el hogar.
El movimiento nudista sostiene que ir vestido puede ser incómodo y, en cambio, que la desnudez es mucho más práctica y que puede proporcionar una sensación de libertad mientras se hace cualquier actividad, excepto en los casos en que no es apropiado, como por ejemplo cuando hace frío o cuando por causas culturales podría considerarse inapropiado.
El nudismo también critica los cánones estéticos actuales y propugna que todos los cuerpos poseen belleza. A partir de esta reflexión se pretende que las personas se sientan más felices, en particular con su propio cuerpo y no discriminadas por la forma de este. Es habitual que en ambientes nudistas haya discriminación contra hombres solos para acceder a sus instalaciones o a parejas o grupos de un mismo sexo. Se quiere favorecer más bien el naturismo siguiendo el modelo de familia tradicional de nuestra cultura.	
La forma habitual de practicar la desnudez es en zonas específicas y en el seno de una comunidad o grupo. Estas zonas pueden ser cámpines, poblaciones, piscinas o playas, entre otros posibles. 
Sobre todo en los centros privados suele reglamentarse la desnudez, de tal manera que habitualmente es obligatoria en determinadas zonas (excepto cuando la climatología sea adversa) e, incluso, prohibida en otros, como los comedores. Incluso hay un crucero nudista que prohíbe llevar piercings en los órganos genitales. El nudismo sostiene que la desnudez no es sexo, pero mantienen prohibiciones y discriminaciones para alejar cualquier manifestación que recuerde al sexo, excluyendo sólo la propia desnudez.
Hoy en día incluso entidades oficiales, como Turespaña colaboran con centros nudistas para desarrollar un turismo nudista cada vez más numeroso y todavía emergente, a pesar de que también signifique colaborar en las discriminaciones por razón de sexo que ya se han señalado.

#### El desnudo
Parte del naturismo promueve también la igualdad social argumentando que en muchos casos la ropa pone barreras artificiales o dificulta la relación entre personas, asegurando aun así que las personas desnudas son más iguales entre ellas, independientemente de la clase social, ideología o religión. El naturismo pretende ser una filosofía socialmente constructiva y respetuosa con todo el mundo. Además el naturismo espera el mismo respeto. Hasta 32 federaciones nacionales se engloban en la Federación Naturista Internacional (FNI/INF), que agrupa a más de 350.000 personas y emite carnés que facilitan el acceso a distintos centros nudistas de vacaciones y distribuye su propia guía. En España actualmente la práctica del naturismo y del nudismo son legales.

#### Nudistas cristianos

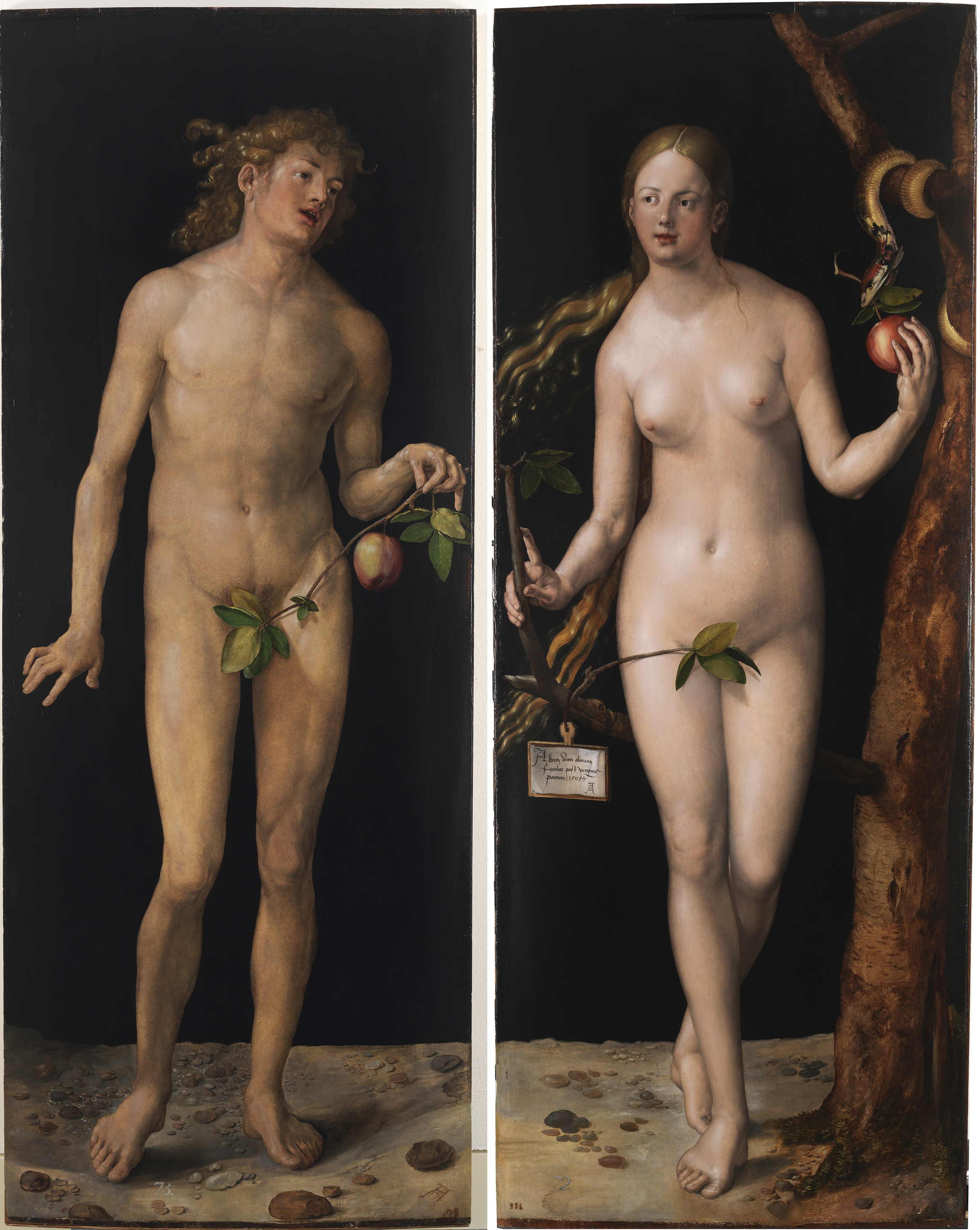
Adán y Eva, por Durero (1507).

Los nudistas cristianos son los cristianos que practican el nudismo, y son una parte del movimiento nudista. Creen que el cuerpo humano fue la mayor creación de Dios, por lo tanto no puede ser vergonzoso ni necesita ser escondido. Nudistas cristianos se pueden encontrar en casi todas las denominaciones de la cristiandad, y no encuentran ningún conflicto con las enseñanzas de la Biblia y vivir sus vidas y adorando a Dios sin ropa. Sin embargo, la mayoría tiene varios desacuerdos con la filosofía de la Nueva Era y el humanismo que es común entre otros nudistas y desean ser separados de ella. Esto incluye el rechazo absoluto de todas las formas de adoración a la naturaleza de todos los tipos.
Según el relato del libro del Génesis, Adán y Eva estaban viviendo en el Jardín del Edén como cónyuges. Entretanto comieron la fruta que había sido prohibida por Dios, persuadidos por el diablo en la forma de una serpiente. Entonces sus ojos fueron abiertos y percibieron que estaban desnudos. Así juntaron hojas de higuera para confeccionar ropas primitivas para cubrir sus órganos sexuales. Estas se hicieron insuficiente muy rápidos y Adán y Eva se escondieron de Dios entre los árboles. 
- Dios a Adán (con Eva): —¿Quién te dijo que estabas desnudo? (Génesis 3:11a)

Nudistas cristianos creen que fue el diablo, no Dios, quien les dijo que estaban desnudos. De acuerdo con esta línea, el diablo se han elegido los órganos sexuales como el área de la vergüenza porque, al contrario de Dios, no tiene la capacidad para crear vida. Ni habría sido la voluntad de Dios que Adán y Eva llevaran ropas, aunque pecaran. No obstante, Dios no desnudó Adán y Eva de sus hojas de higuera; al revés, les respetó el libre albedrío y les había hecho ropas de pieles de animales que implica un sacrificio de sangre. Entretanto, después de la crucifixión de Jesús el sacrificio de animales se tornó innecesario para la expiación de pecado. Por estas razones, nudistas cristianos creen que no necesitamos llevar ropa (excepto en clima frío u hostil) y la codicia de la carne puede ser evitada por el poder de Dios.

## Respeto al medio ambiente
En teoría los naturistas disfrutan de la naturaleza y actúan para conservarla. Hay quienes proponen el ahorro energético y del uso racional de los recursos naturales, y a menudo practican la reducción, 
reutilización y reciclaje de residuos. Pretenden conseguir una sociedad sostenible así como preservar el medio ambiente por las generaciones futuras.

## Deportes
El naturismo también promueve la práctica del deporte, especialmente al aire libre, para conservar una buena salud corporal. Aseguran que con el deporte se consigue una mejor flexibilidad, agilidad y buen funcionamiento del organismo. Destacan que los deportes pueden ser beneficiosos para la salud siempre que se hagan con una vertiente lúdica y no competitiva.

## Salud del cuerpo y la mente
Un propósito del naturismo es promover la salud del cuerpo y de la mente. El naturismo promueve la salud óptima a través del contacto completo del cuerpo con los elementos naturales: sol, agua, aire y tierra. Mantienen también una dieta que consideran saludable, como la dieta mediterránea, la ovo-lacto-vegetariana, el vegetarianismo o el veganismo. Adicionalmente practican actividades como la sauna, la relajación o el yoga para conseguir esta salud.

## Respeto a las personas
El naturismo promueve el respeto a las personas y no se define por ninguna opción política o religiosa.